# Хантон, Эппа
Эппа Хантон II (англ. Eppa Hunton 22 сентября 1822 — 11 октября 1908) — американский военный и политик, участник вирджинского сецессионного конвента, бригадный генерал армии Конфедерации в годы гражданской войны и сенатор от штата Вирджиния.